# Ainbíth mac Áedo
Ainbíth mac Áedo (nommé aussi  Ainfíth mac Áeda) (mort en 882) est un roi d'Ulaid issu du Dál Fiatach dans l'actuelle Ulster en Irlande. Il est le petit-fils d'Eochaid mac Fiachnai (mort en 810), un précédent souverain d'Ulaid. Il règne de 873 à 882,.

## Contexte
Son père Áed mac Eochada (mort en 839) tue son propre frère le roi d'Ulaid Muiredach mac Eochada mais il est lui-même tué la même année par son neveu, Matudán mac Muiredaig (mort en 857) qui devient roi d'Ulaid. Matudán à comme successeur un membre de la dynastie rivale du
Dál nAraidi, Lethlobar mac Loingsig (mort en 873). Ainbíth semble s'être fait reconnaitre comme héritier présomptif car c'est lui qui commande les forces de l'Ulaid en 864. Cette année-là, l'Ard ri Erenn Áed Findliath (mort en 879) du Cenél nEógain des Uí Néill du nord et son allié Flann mac Conaing de Brega (mort en 868) infligent une sévère défaite aux Ulaid.

## Règne
Après la mort très âgé de Lethlobar, Ainbíth devient finalement roi d'Uliad en 873. Les annales relèvent que « il fait la guerre à ses voisins  ». En 878, les Ulaid tuent Cummascach mac Muiredaig, roi des Uí Cremthainn une des tribus constitutives du Royaume d'Airgíalla dans l'est de l'actuel comté de Fermanagh et dans le nord du comté de Monaghan. En 882 alors que les Ulaid s'opposent dans une série d'escarmouches au « Conaille Muirtheimne » localisé dans la région de Dundalk dans le comté de Louth. Ainbíth est tué avec son allié  Conallán mac Máele Dúin, roi de Coba issus des Uí Echach Cobo de l'ouest du comté de Down.
Son fils Fiachnae mac Ainbítha (mort en 886) sera également roi d'Ulaid.

## Sources
- Annales d'Ulster sur  sur University College Cork
- (en) Byrne, Francis John (2001), Irish Kings and High-Kings, Dublin: Four Courts Press  (ISBN 978-1-85182-196-9)
- (en) Charles-Edwards, T. M. (2000), Early Christian Ireland, Cambridge: Cambridge University Press  (ISBN 0-521-36395-0)
- (en) Mac Niocaill, Gearoid (1972), Ireland before the Vikings, Dublin: Gill and Macmillan
- (en) Dáibhí Ó Cróinín (2005), A New History of Ireland, Volume One, Oxford: Oxford University Press